# Blind Spot (film)
Pour les articles homonymes, voir Blind Spot.
Pour plus de détails, voir Fiche technique et Distribution.
Blind Spot est un film britannique réalisé par Peter Maxwell (en), sorti en 1958.

## Synopsis
Un militaire américain est momentanément aveugle à la suite d'une blessure de guerre et attend d'être opéré dans un hôpital. Alors qu'il est invité à une soirée, il est déposé à une mauvaise adresse. Dans la maison, il trouve le corps d'un homme mort. Les meurtriers, se rendant compte qu'il est aveugle, le font tomber dans l'escalier. Lorsqu'il se réveille dans le même hôpital, personne ne croit à son histoire.
Une fois opéré et ayant recouvré la vue, il décide d'enquêter sur ce meurtre.

## Fiche technique
- Titre original : Blind Spot
- Réalisation : Peter Maxwell (en)
- Scénario : Kenneth R. Hayles, d'après une histoire de Robert S. Baker
- Direction artistique : George Beach
- Costumes : Evelyn Gibbs
- Photographie : Arthur Graham
- Montage : Jim Connock
- Musique : Stanley Black, John Lanchbery
- Production : Monty Berman, Robert S. Baker
- Société de production : Butcher's Film Service (en)
- Société de distribution : Butcher's Film Service (en)
- Pays d'origine :  Royaume-Uni
- Langue originale : anglais
- Format : Noir et blanc — 35 mm — 1,37:1 — son mono
- Genre : film policier
- Durée : 72 minutes
- Date de sortie : Royaume-Uni : juillet 1958

## Distribution
- Robert MacKenzie : Capitaine Dan Adams
- Delphi Lawrence : Yvonne Dubar
- Gordon Jackson : "Chalky" White
- Anne Sharp : June Brent
- John Le Mesurier : M. Brent
- George Pastell : Schrieder
- Ernest Clark : Fielding
- Ronan O'Casey : Rushford
- Andrew Faulds : Inspecteur de police
- Robert Gallico : Lieutenant Kelly
- John Crawford : Docteur
- Michael Caine : Johnny Brent

## Autour du film
- Ce film est un remake de Blackout (en), réalisé par Robert S. Baker et sorti en 1950